# 锡安长老会纪要
《锡安长老会纪要》（俄语：Протоколы сионских мудрецов，简称）是原始语言为俄语，作者不详，其內容为描述「猶太人征服世界」陰謀的具体计划的一本反猶太主题的書，1903年在沙俄首度出版後，成為猶太資本控制世界陰謀論的起源。
隨著納粹在二戰的戰敗，這本書被「證偽」，將之用來做為反猶太人宣傳工具的行為也跟著減少，但仍經常被反猶太主義者引用和再出版，並且有時候被用來做為指控所謂的猶太秘密結社的証據，特別是在中東。

## 名稱
其他中文译名包括《锡安长老议定书》、《犹太贤者议定书》、《犹太精英协议》等等。

## 歷史與研究
从1903年初版到1917-1918年俄国革命之间，该书在俄国境外几乎无人知晓。随着十月革命中大量俄国資產贵族阶层出逃，该书也随之流传到西方。十月革命的發動随之被解释为《纪要》中“犹太人阴谋”的一部分。
在20世纪上半叶席卷欧洲的纳粹灭犹浪潮中，该书被希特勒要求进入德国课本并广为流传，至今仍是各种阴谋论原始来源。
眾多不同獨立研究皆證明這是一本剽竊其他作者、以煽动和欺骗为目的虛構文學作品。
书中的大量文字或复制、或少量修改自1864年法国作家毛里斯·若利针对拿破仑三世的讽刺小说《马基雅维利与孟德斯鸠在地狱的对话》，以及1868年德国反犹作家赫尔曼·古德切的小说《比亚里茨》（Biarritz）。也有學者們一般相信這些文字是俄羅斯帝國祕密警察組織奧克瑞那在1890年代末或1900年代初虛構出來的。
對於這本「議定書」早期最著名的駁斥理論之一是倫敦泰晤士報所發行的一系列文章，揭露了這本「議定書」很多內容皆剽竊或是類似自更早發行、且沒有反猶太橋段的政治諷刺文學改編而來。
自這本書在1903年開始印刷起，那些早期的發行者們對於他們是如何拿到那個傳說中原稿的副本就只能提供不清不楚且經常自相矛盾的解釋。這本「議定書」被廣泛認為是現代政治理論地攤文學的開端，此書使用的描述形式是一本對「賢士們」新進成員的指導手冊，講解他們是如何經由控制媒體和金融來操控世界，和如何用大量宣傳取代傳統社會規則。

## 内容
以下是本書中所记载的各“决议”以及主题。决议共有24条：
该《纪要》声称，所记载的内容出自19世纪末世界犹太人领袖团体——“锡安长老会”。所有“决议文”均以“长老”们教导其追随者的语气写成。
“长老会”的最终目的是通过各种阴谋手段统治全球。然而，其中许多内容却和之前近千年里在欧洲流传过的反犹谣言高度一致。譬如：《纪要》中提到要破坏非犹太（外邦人）民族的道德体系，利用犹太银行家在金融界的影响力操纵世界经济、操纵传媒，最终消灭文明等等。
《纪要》共包含24条“决议文”，列在下表中。专门研究反犹言论的学者Steven Jacobs和Mark Weitzman提取每条决议文的主题列在右列，可看出不少主题在不同决议文中反复出现。
| 决议 | 决议标题                             | 主题                                               |
| ---- | ------------------------------------ | -------------------------------------------------- |
| 1    | 基本教义：“正义在于实力”             | 自由与民主；权威与权力；金钱 = 货币                |
| 2    | 利用经济战和组织瓦解建立全球政府     | 国际政治经济阴谋：以传媒作为手段                   |
| 3    | 征服世界的方法                       | 犹太人，傲慢与腐朽；选拔与选举；公职行业           |
| 4    | 利用唯物主义/物质追求消灭宗教        | 冷酷无情的经营手段；以外邦人（非犹太人）为奴隶     |
| 5    | 专制暴政和进步事业                   | 犹太道德观；犹太民族与世界的关系                   |
| 6    | 圈地和鼓励投机                       | 土地的所有权                                       |
| 7    | 对世界大战的预言                     | 利用内乱引发战争；利用司法系统回复和平             |
| 8    | 过渡政府                             | 犯罪因素                                           |
| 9    | 无孔不入的洗脑宣传体系               | 法律；教育；共济会                                 |
| 10   | 废除宪法，建立极权                   | 政治；多数人的统治；自由主义；家庭                 |
| 11   | 极权主义宪法和全球统一政府           | 外邦人；犹太人参政；共济会                         |
| 12   | 出版业控制王国                       | 自由；新闻与出版业审查                             |
| 13   | 将公众思想从“必须品”降格为“非必须品” | 外邦人；经营手段；选拔与选举；出版和审查；自由主义 |
| 14   | 消灭其余宗教，准备迎接犹太教上帝     | 犹太教；上帝；外邦人；自由；色情业                 |
| 15   | 利用共济会，无情镇压敌人             | 外邦人；共济会；以色列圣者；政权与威权；以色列之王 |
| 16   | 取消教育                             | 教育                                               |
| 17   | 律师与教士的结局                     | 律师；教士；基督教及其非犹太作者                   |
| 18   | 组织乱局                             | 邪恶；言论                                         |
| 19   | 统治者和人民的相互理解               | 小道消息；殉道                                     |
| 20   | 金融计划及其架构                     | 税收；借贷；债券；高利贷；一般贷款                 |
| 21   | 国内借贷和政府信用                   | 证券市场和证券交易                                 |
| 22   | 犹太统治的仁慈                       | 金钱 = 货币；选拔和选举                            |
| 23   | 向人民灌输顺从思想                   | 顺从权威；奴隶制；选拔与选举                       |
| 24   | 犹太统治者                           | 王位；虚构的文件                                   |

## 相關條目

1992年俄國版此書的封皮印著一隻惡魔

### 概念
- 黑色宣传
- 血祭诽谤
- 文化马克思主义阴谋论
- 造谣
- 仇恨言論
- 犹太布尔什维主义
- 影子政府
- 世界政府

### 人物
- 马丁·海德格尔与纳粹主义（英语：Martin Heidegger and Nazism）

### 作品
- 《共济会最高的永久指令（英语：Alta Vendita）》
- 哈马斯章程（英语：Hamas Covenant）
- 《英国驻中东间谍汉弗先生的回忆录（英语：Memoirs of Mr. Hempher, The British Spy to the Middle East）》
- 《布拉格墓園》
- 《锡安长老会纪要（英语：Protocols of Zion (film)）》（电影）
- 《二十世纪的种族计划（英语：A Racial Program for the Twentieth Century）》
- 田中奏摺

## 腳註

### 引用
1. ↑  UNISPAL （页面存档备份，存于） United Nations Economic and Social Council, Dissemination of racist and antisemitic hate material on television programs (Retrieved Sept 2005)
2. ↑  Cohn 1967.
3. ↑  A list of independent investigations:
  - 1905 Stolypin's investigation
  - 1921 Exposure in The Times
  - 1934-1935 The Berne Trial
  - United States Congress, Senate. Committee on the Judiciary. Protocols of the Elders of Zion: a fabricated "historic" document. A report prepared by the Subcommittee to Investigate the Administration of the Internal Security Act and Other Internal Security Laws (Washington, U.S. Govt. Printing Office, 1964)
4. ↑  John Spargo, "The Jew and American Ideals". Harper & Brothers Publishers New York 1921 p. 20-40.
5. ↑  Svetlana Boym, "Conspiracy theories and literary ethics: Umberto Eco, Danilo Kis and The Protocols of Zion,": Comparative Literature, Spring 1999.
6. 1 2 3  Chanes 2004，第58頁.
7. 1 2 3  Shibuya 2007，第571頁.
8. 1 2 3  Jacobs & Weitzman 2003，第21–25頁.

### 书目
- Ben-Itto, Hadassa, , London; Portland, OR: Vallentine Mitchell, 2005  [2015-08-03], ISBN 978-0-85303-602-9, （原始内容存档于2016-05-27）
- Bernstein, Herman (1921): The History of a Lie - 古腾堡计划
  - Bernstein, Herman,  (page images) (study), Archive, 1921  [2009-02-01].
- Bronner, Stephen Eric, , Oxford University Press, 2003, ISBN 0-19-516956-5.
- Carroll, Robert Todd, , , 2006  [2015-08-03], （原始内容存档于2021-01-26）.
- Chanes, Jerome A, , ABC-CLIO, 2004.
- Cohn, Norman, , Eyre & Spottiswoode, 1967, ISBN 1-897959-25-7.
- David, , , June 30, 2000  [2015-08-03], （原始内容存档于2020-05-02）.
- Graves, Philip, , The Times (London), August 16–18, 1921  [2015-08-03], （原始内容存档于2003-08-09）.
- Graves, Philip,  (PDF), The New York Times, September 4, 1921b, Front p, Sec 7, （原始内容 (PDF)存档于2006-03-04）.
  - Graves, Philip,  (pamphlet), The Times (articles collection) (London), 1921c.
- Hagemeister, Michael, Brinks, Jan Herman; Rock, Stella; Timms, Edward , 编, , London/New York: 243–55, 2006.
- Jacobs, Steven Leonard; Weitzman, Mark, , 2003, ISBN 0-88125-785-0.
- Kellogg, Michael, , Cambridge, 2005.
- Lüthi, Urs, , Basel/Frankfurt am Main: Helbing & Lichtenhahn, 1992, ISBN 978-3-7190-1197-0, OCLC 30002662 （德语）.
- de Michelis, Cesare G; Newhouse, Richard; Bi-Yerushalayim, , Lincoln and London: Vidal Sassoon International Center for the Study of Antisemitism, Universiṭah ha-ʻIvrit; University of Nebraska Press: 113, June 1, 2004 [1998], ISBN 978-0-8032-1727-0.
- Pipes, Daniel, , The Free Press, Simon & Schuster, 1997, ISBN 0-684-83131-7.
- Singerman, Robert, , American Jewish History, 1980, 71.

## 延伸阅读
- , The Anti-Defamation League, 2002, （原始内容存档于2005-12-28）.
- Eisner, Will, , ISBN 0-393-06045-4.
- Fox, Frank, , East European Jewish Affairs, 1997, 27 (1): 3–22, doi:10.1080/13501679708577838.
- Goldberg, Isaac, , Girard, KS: E. Haldeman-Julius, 1936.
- Hagemeister, Michael, , New German Critique,   [2009-09-15], （原始内容存档于2010-09-05）
- Kis, Danilo, , , Faber & Faber, 1989.
- Landes, Richard; Katz, Steven (编), , New York: New York University Press, 2012.
- Shibuya, Eric, , Forest, James  (编),  3, Greenwood, 2007.
- Timmerman, Kenneth R, , Crown Forum, 2003, ISBN 1-4000-4901-6.
- Webman, Esther (编), , London and New York: Routledge, 2011, ISBN 0-415-59892-3.
- Wolf, Lucien, , New York: Macmillan, 1921.
- Matussek, Carmen, , World Jewish Congress website, 2013  [2015-08-03], （原始内容存档于2013-12-05）.